# 尼格里普湖

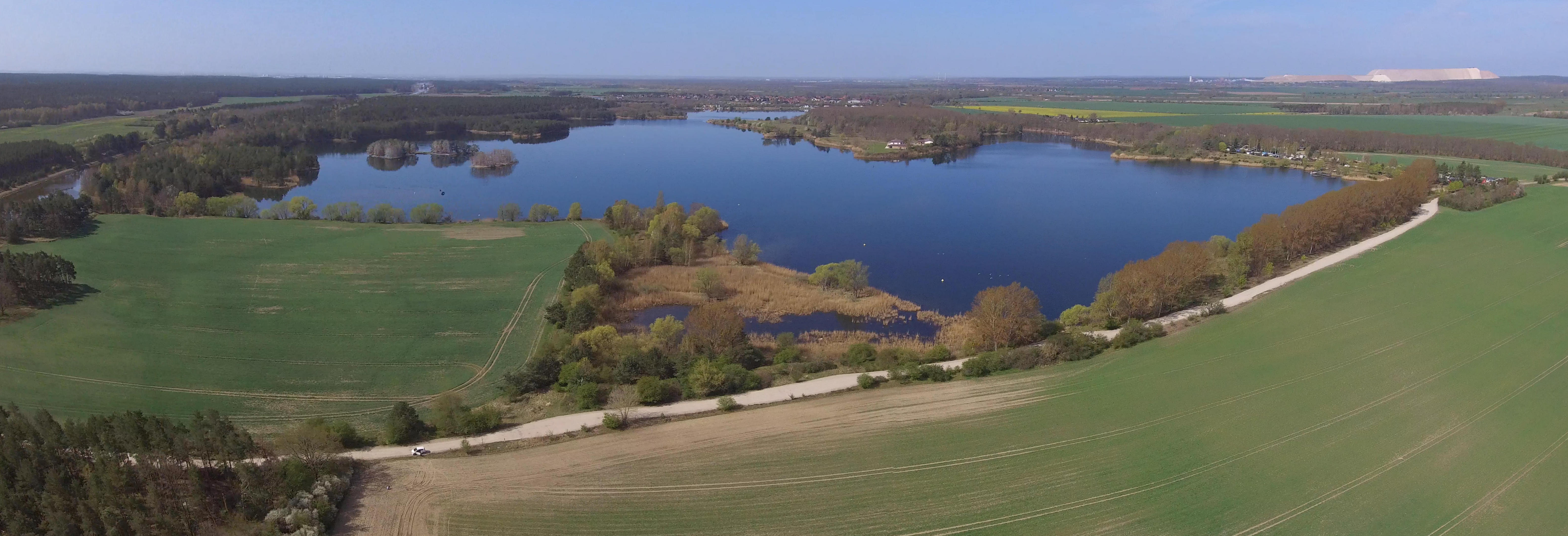

52°15′59″N 11°47′12″E / 52.26645°N 11.78678°E
尼格里普湖（德語：Niegripper See），是德國的湖泊，位於該國東北部，由薩克森-安哈爾特州負責管轄，處於耶里肖蘭縣，面積1.2平方公里，平均水深5.5米，最大水深15.6米。